# Nizsna
Nizsna (szlovákul Nižná) község Szlovákiában, a Zsolnai kerületben, a Turdossini járásban. Gazdasági jelentőségét az Orava (OTF) televíziógyár adja.

## Fekvése
Alsókubintól 22 km-re északkeletre, Turdossintól 4 km-re délnyugatra, az Árva völgyében fekszik. Az 59-es főúton közelíthető meg.

## Története
Ősidők óta lakott hely. Határában Osztrazsicén a hallstatt korból származó, sánccal körülvett kis erőd és a puhói kultúrához tartozó település maradványaira bukkantak.
A település a 14. században keletkezett. 1420-ban „Nissne Ves” néven említik. A falut valószínűleg turdossini telepesek alapították a 15. század elején, az árvai uradalomhoz tartozott. Lakói főként mezőgazdaságból éltek. 1624-ben mintegy 440 lakosa volt. A község súlyos károkat szenvedett a kuruc harcokban és a török ellen vonuló lengyel sereg 1686-os pusztításai során. 1715-ben 505 lakosa volt. 1778-ban 717 ember lakta. Már 1785-ben működött itt papírgyártó műhely.
A 18. század végén Vályi András így ír róla: „NISNYA. Tót falu Árva Várm. földes Ura a’ K. Kamara, lakosai katolikusok, kő Templomjok van, fekszik Krasznahorkán alól, Árva vize mellett, a’ melly mellett vagyon Osztrasitza nevű hegy, mellyen régi várnak jeleit láthatni; határja jó, vagyonnyai is jelesek.”
A 19. században serfőző, kallómalmok és vasgyár is üzemelt. 1828-ban 183 házában 1179 lakos élt. Lakói a mezőgazdaság mellett posztószövésből, tutajozásból éltek.
Fényes Elek 1851-ben kiadott geográfiai szótárában így ír a faluról: „Nizsna, tót falu, Árva vmegyében, az Árva jobb partján, 1171 kath., 8 zsidó lak. Kath. paroch. templom. Földe buzát is terem, lent pedig legtöbbet s legjobbat termeszt az egész megyében. Van papiros-malma, sörfőzőháza, 4 liszt-malma, s 72 3/8 sessiója. F. u. az árvai uradalom. Ut. p. Rosenberg.”
A trianoni diktátumig Árva vármegye Vári járásához tartozott.
A 20. században ipara kifejlődött, főleg televíziógyáráról ismert.

## Népessége
| Év:            | 1994. | 2004.   | 2014.   | 2024.   |
| -------------- | ----- | ------- | ------- | ------- |
| Emberek száma: | 3943  | 4068    | 4020    | 3918    |
| Eltérés:       |       | +3,17 % | -1,17 % | -2,53 % |

| Év:            | 2023. | 2024.   |
| -------------- | ----- | ------- |
| Emberek száma: | 3928  | 3918    |
| Eltérés:       |       | -0,25 % |

1910-ben 910, szlovák lakosa volt.
2001-ben 4073 lakosából 4000 szlovák volt.
2011-ben 4017 lakosából 3909 szlovák.

## Nevezetességei
- Szent Gálnak szentelt római katolikus temploma 1614-től az 1620-as évekig épült, a 17. század végén kőfallal vették körül, majd 1715-ben barokk stílusban megújították.